# Romuald Grąbczewski
Romuald Grąbczewski (ur. 7 lutego 1932 w Warszawie, zm. 20 sierpnia 2005 w Warszawie) – polski szachista, mistrz międzynarodowy od 1972 roku.

## Kariera szachowa
W 1950 r. zdobył w Iwoniczu-Zdroju brązowy medal mistrzostw Polski juniorów do 20 lat. W latach 1953–1977 szesnastokrotnie uczestniczył w finałach indywidualnych mistrzostw Polski. W 1968 r. w Łodzi zdobył tytuł mistrza kraju. Oprócz tego dwukrotnie (Katowice 1961 i Lublin 1965) w finałowych turniejach zajmował IV miejsca. W 1966 r. wywalczył tytuł wicemistrza kraju w rozegranych w Łodzi pierwszych mistrzostwach Polski w szachach błyskawicznych. W czasie swojej kariery dziewięciokrotnie (1968, 1970, 1973, 1974, 1975, 1976, 1977, 1979, 1981) zdobył tytuły drużynowego mistrza Polski (w barwach "Maratonu" Warszawa). Był również dwukrotnym drużynowym mistrzem Polski w szachach błyskawicznych (1968, 1971).
Wystąpił w ponad 20 międzynarodowych turniejach, największe sukcesy osiągając w Warszawie (1961, dz. III m-ce), Dubnej (1971, IV m-ce), Lublinie (1971, dz. III m-ce), Eksjö (1974, dz. I m-ce), oraz w Marina Romea (1978, dz. III m-ce).
W 1968 r. reprezentował Polskę na olimpiadzie szachowej w Lugano, uzyskując na VI szachownicy 4 pkt z 7 partii.
Najwyższy ranking w karierze osiągnął 1 maja 1974 r., z wynikiem 2425 punktów zajmował wówczas 3. miejsce (za Włodzimierzem Schmidtem i Andrzejem Filipowiczem) wśród polskich szachistów.